# 環球 (英國公司)
環球公司（英語：Global Limited），亦名“環球傳媒與娛樂公司（Global Media & Entertainment Limited）”， 是一家成立于2007年的英國大眾媒體公司。又称环球影业，是全球电影、电视制片厂大型制作商之一。通過一系列的收購與兼併，環球公司是歐洲目前最大的私人商業電台業主公司。環球公司購併對象包括蝶蛹電台（Chrysalis Radio）、GCap傳媒、GMG廣播等。

## 外部連結
- 官方网站（英文）